# Таптугари (станція)
53°41′07″ пн. ш. 120°03′37″ сх. д. / 53.685277777778° пн. ш. 120.06027777778° сх. д.
Таптугари (рос. Таптугары) — станція Могочинського регіону Забайкальської залізниці Росії, розташована на дільниці Куенга — Бамівська між станціями Могоча (відстань — 24 км) і Семиозерний (25 км). Відстань до ст. Куенга — 406 км, до ст. Бамівська — 343 км; до транзитного пункту Каримська — 638 км.